# Гылыбово (Смолянская область)
Гылыбово (болг. Гълъбово) — село в Болгарии. Находится в Смолянской области, входит в общину Баните. Население составляет 532 человека.

## Политическая ситуация
В местном кметстве Гылыбово, в состав которого входит Гылыбово, должность кмета (старосты) исполняет Асен Борисов Каменов (независимый) по результатам выборов.
Кмет (мэр) общины Баните — Райчо Стоянов Данаилов (инициативный комитет) по результатам выборов.